# Aelurillini
Tribu
Les Aelurillini forment une tribu d'araignées sauteuses qui comprend neuf genres.

## Genres
- Aelurillus Simon, 1884 — Eurasie, Afrique (68 espèces)
- Asianellus Logunov & Heciak, 1996 — Région paléarctique (5 espèces)
- Langelurillus Próchniewicz, 1994 — Afrique (11 espèces)
- Langona Simon, 1901 — Asie, Afrique (35 espèces)
- Microheros Wesolowska & Cumming, 1999 — Afrique du Sud (1 espèce)
- Phlegra Simon, 1876 — Afrique, Eurasie, Amérique du Nord (76 espèces)
- Proszynskiana Logunov, 1996 — Asie centrale (5 espèces)
- Rafalus Prószynski, 1999 — Afrique, Asie (11 espèces)
- Stenaelurillus Simon, 1885 — de l'Afrique du Sud à la Chine (23 espèces)

## Distribution
Cette tribu est présente en Eurasie, en Afrique et en Amérique du Nord.